# Бероль (Во)
Бероль (фр. Berolle) — громада  в Швейцарії в кантоні Во, округ Морж.

## Географія
Громада розташована на відстані близько 95 км на південний захід від Берна, 23 км на захід від Лозанни.
Бероль має площу 9,6 км², з яких на 2,6% дозволяється будівництво (житлове та будівництво доріг), 35,9% використовуються в сільськогосподарських цілях, 61,2% зайнято лісами, 0,3% не є продуктивними (річки, льодовики або гори).

## Демографія
2019 року в громаді мешкало 300 осіб (+6,4% порівняно з 2010 роком), іноземців було 12,3%. Густота населення становила 31 осіб/км².
За віковим діапазоном населення розподілялося таким чином: 25,7% — особи молодші 20 років, 62% — особи у віці 20—64 років, 12,3% — особи у віці 65 років та старші. Було 107 помешкань (у середньому 2,8 особи в помешканні).
Із загальної кількості 38 працюючих 22 було зайнятих в первинному секторі, 6 — в обробній промисловості, 10 — в галузі послуг.